# Jeřábová brána v Toruni

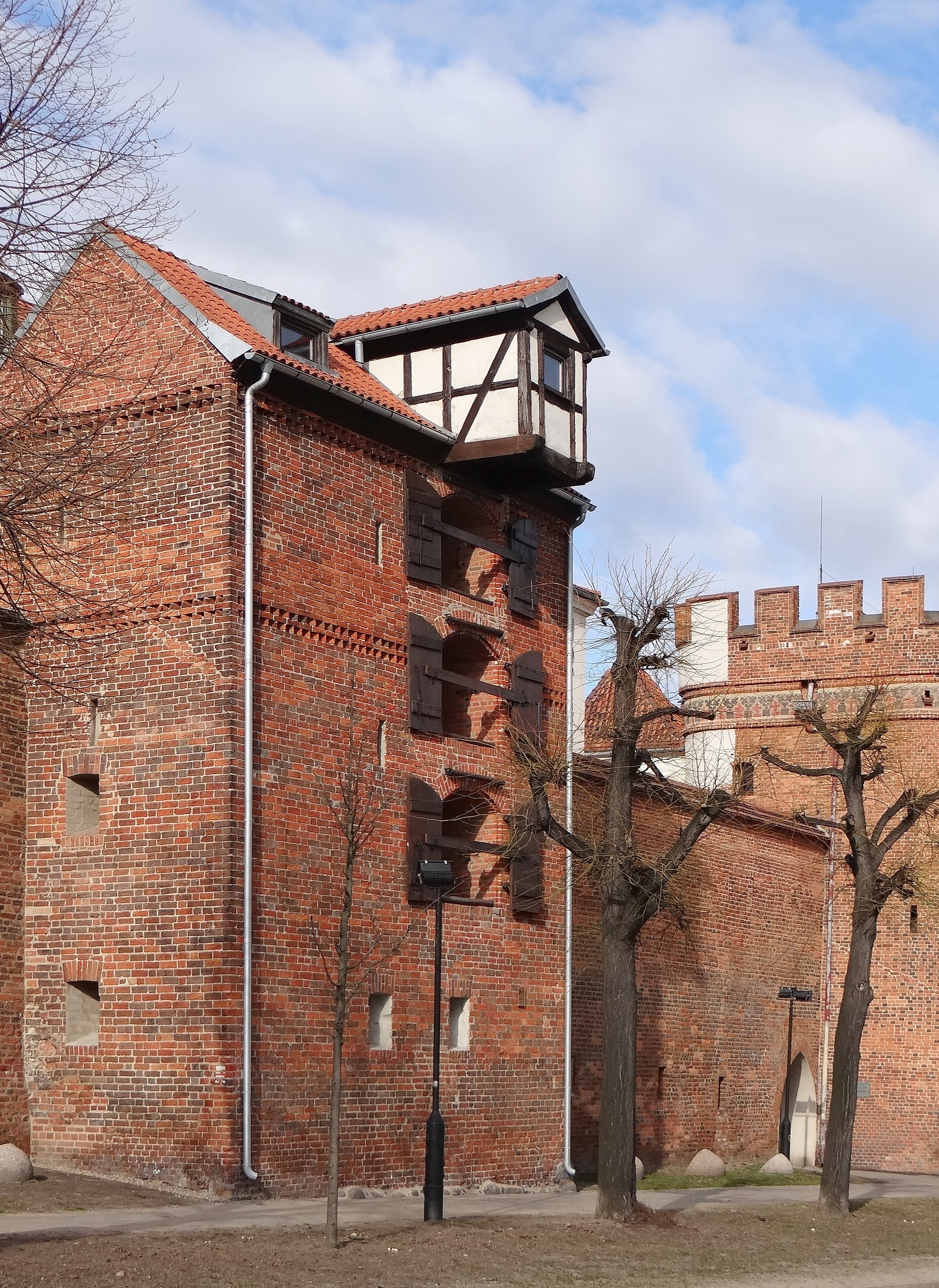
Jeřábová brana z jihozápadu

Jeřábová brána v Toruni je jedna z devíti obranných věží ve čtvrti Stare Miasto v Toruni v Polsku, součást městských hradeb, které se zachovaly dodnes. Nachází se v jižní části toruňského staroměstského komplexu, na Filadelfském bulváru 3, západně od Mostecké brány.

## Historie
Brána byla postavena na konci 13. století a její název vychází z toho, že sloužila také jako jeřáb. V roce 1823 budova byla rozšířena a spojena se Švédskou sýpkou v Mostové ulici. Umožnilo to plně využít její funkce.

## Architektura
Věž byla postavena na čtvercovém půdorysu z cihelného zdiva. Po rekonstrukci ze 19. století má čtyři patra a využitelné podkroví. Původní rozložení pater bylo úplně jiné, o čemž svědčí gotické vlysy vyrobené ze šikmo položených cihel. V suterénu je střelnice z 19. století, v horních patrech jsou velké prostory, rozdělené na sekce, uzavřené dřevěnými okenicemi. V podkroví se nachází dřevěný jeřáb se zachovaným mechanismem. Ze severu je věž spojena s budovou v Mostové ulici (tzv. Švédská sýpka, nyní hotel „Spichrz”) zavěšenou spojovací chodbou rámové konstrukce s omítnutými výplněmi. Brána je v současné době pokryta sedlovou střechou.

## Galerie

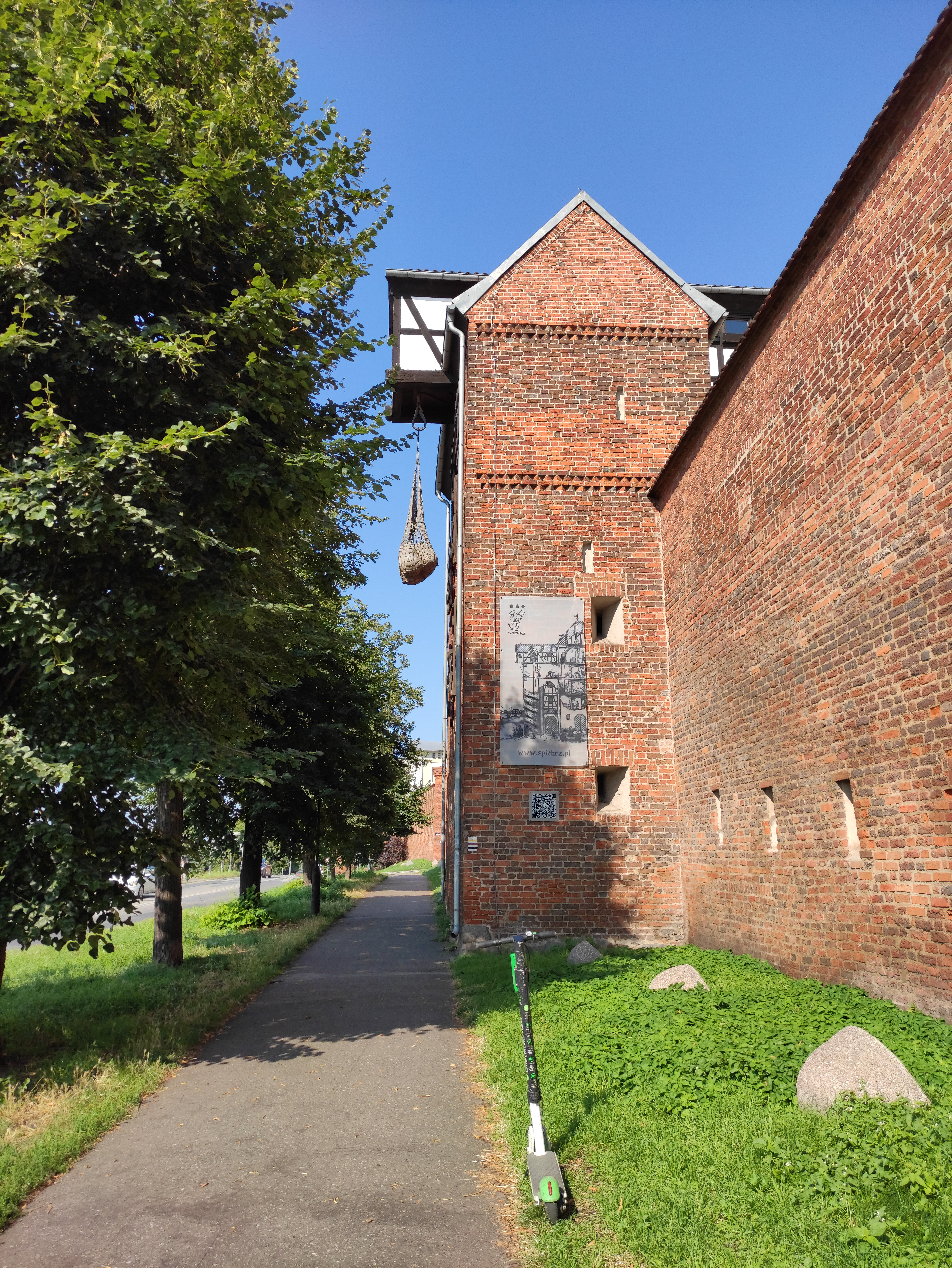
Pohled z východní strány
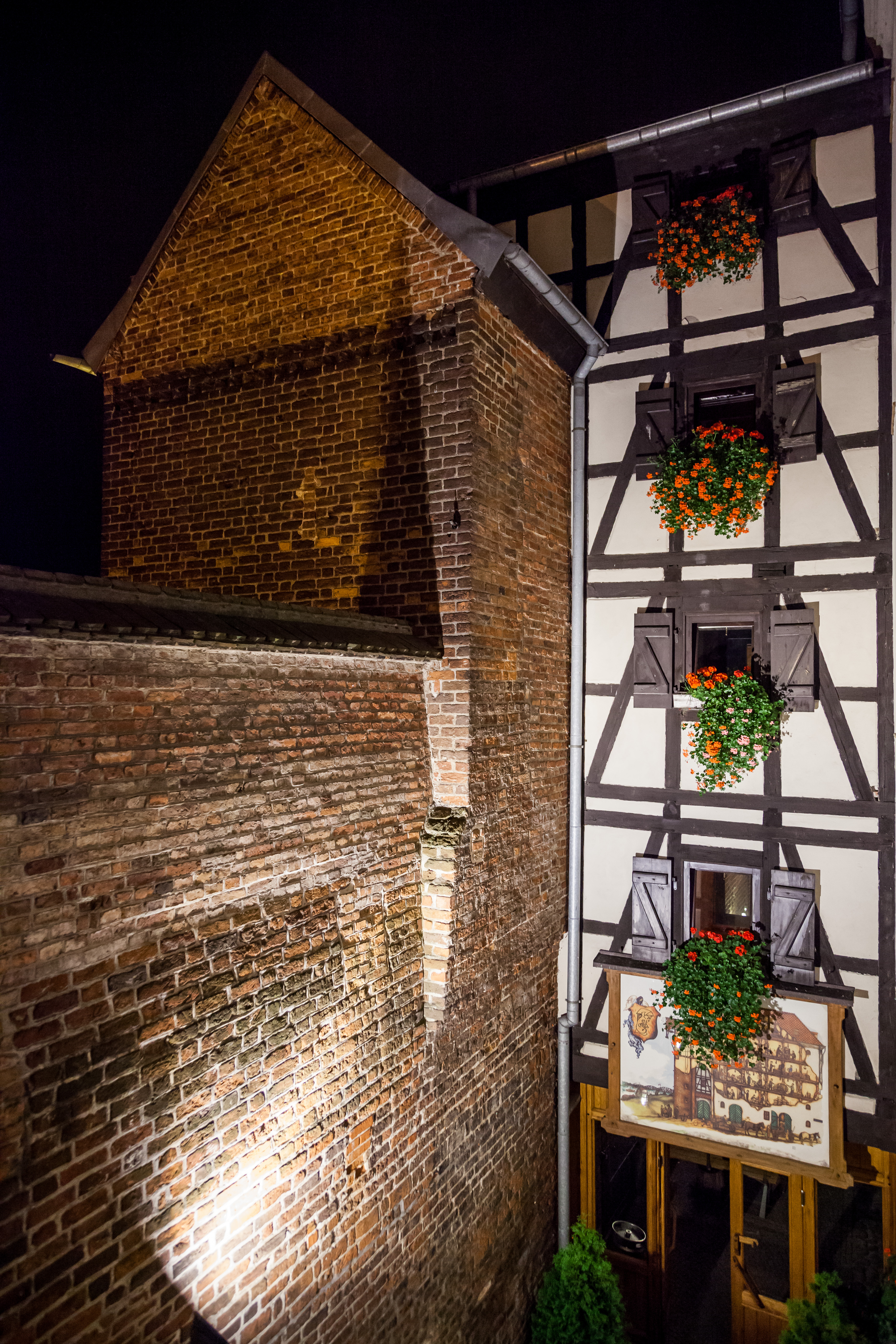
Pohled z hotelu Spichrz na věž a připojení z 19. století
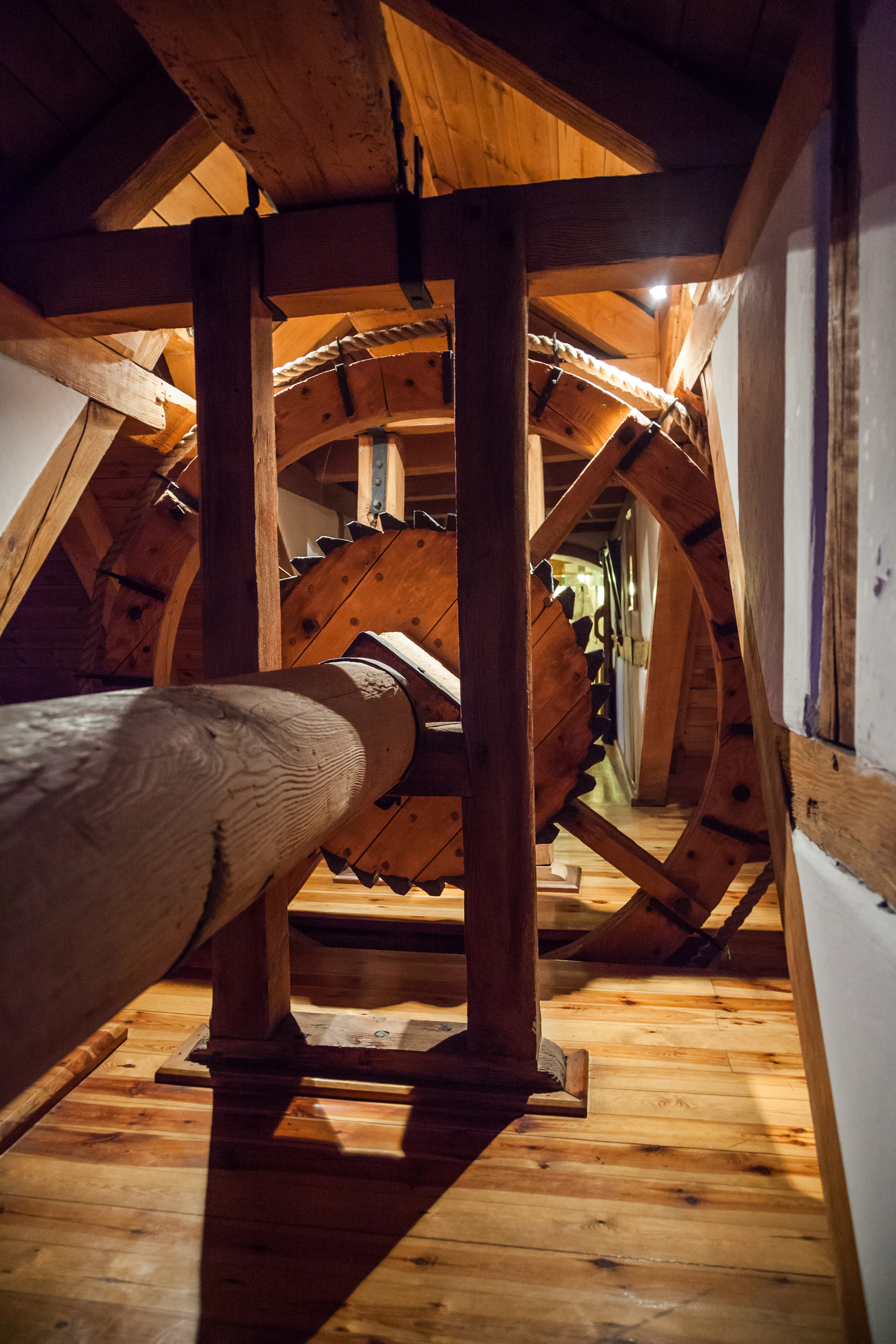
Dřevěný mechanismus jeřábu
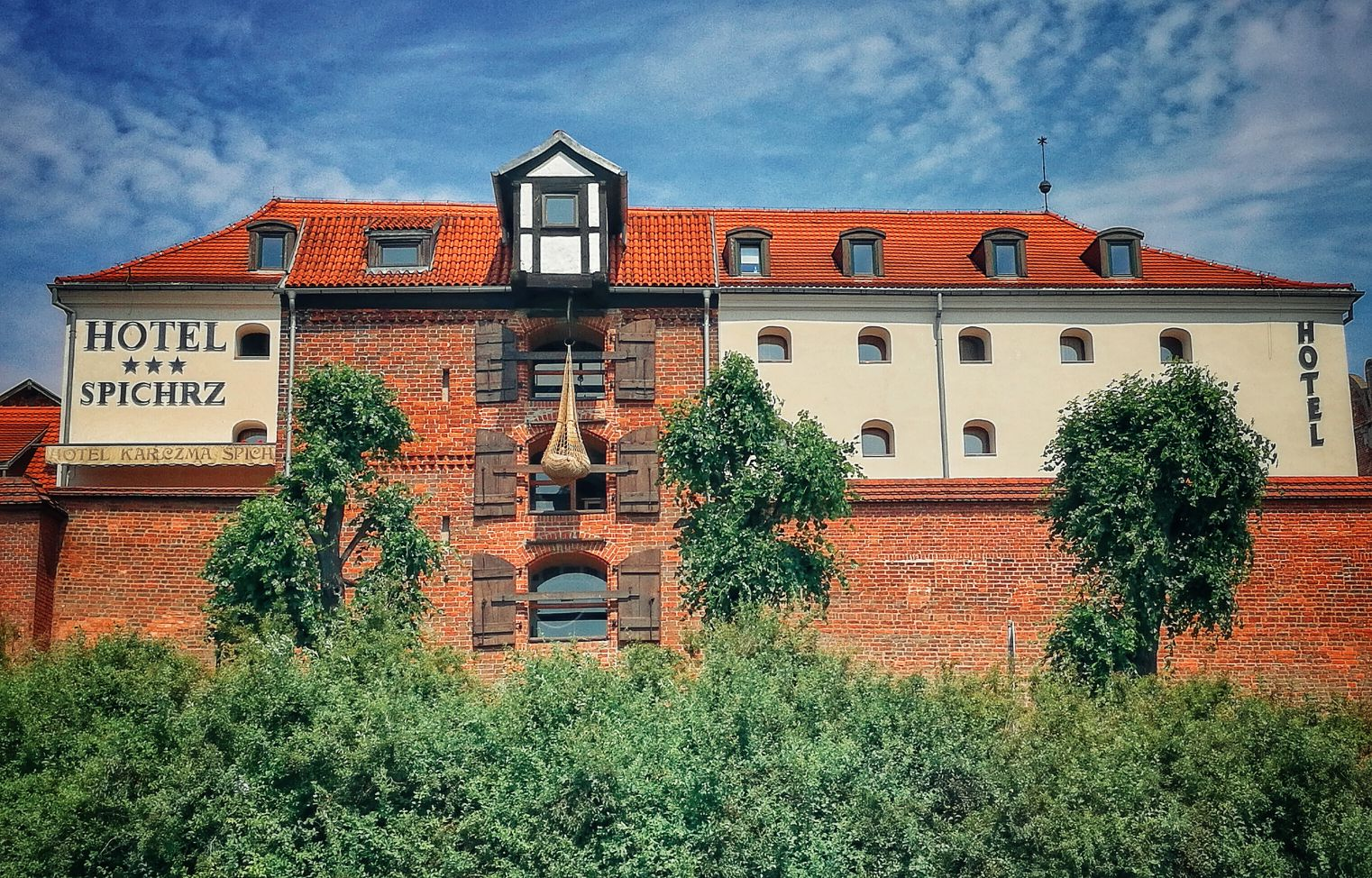
Hotel Spichrz